# 阿吉雷縣

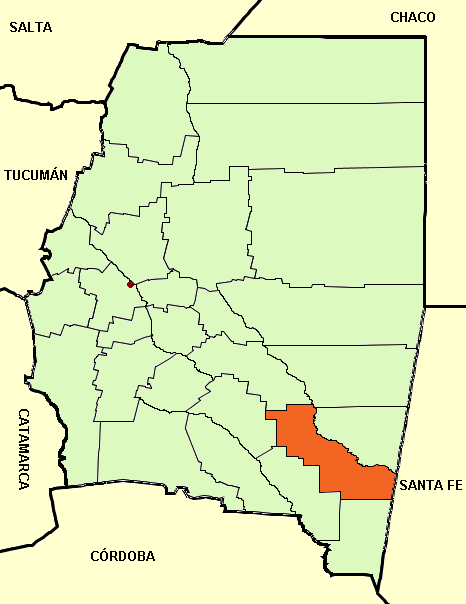

29°8′S 62°39′W / 29.133°S 62.650°W
阿吉雷縣（西班牙語：Departamento Aguirre），是阿根廷的縣份，位於該國北部聖地亞哥-德爾埃斯特羅省，首府設於平托，面積3,692平方公里，2001年人口7,035，人口密度每平方公里1.9人。